# Надирадзе, Александр Давидович
Алекса́ндр Давидович Надира́дзе (груз: ალექსანდრე დავითის-ძე ნადირაძე; (7 августа [20 августа] 1914, Гори, Тифлисская губерния, Российская империя — 3 сентября 1987, Москва, СССР) — советский конструктор ракетных систем, специалист в области прикладной механики и машиностроения, учёный. Академик АН СССР (1981), доктор технических наук (1969), профессор (1972). Дважды Герой Социалистического Труда (1976, 1982), лауреат Ленинской премии (1966) и Государственной премии СССР. Автор трудов по механике летательных аппаратов.

## Биография

Могила Надирадзе на Новодевичьем кладбище Москвы.

Родился 2 сентября (20 августа по старому стилю) 1914 года в городе Гори (Грузия) в грузинской семье учителя.
В 1936 году, после окончания Закавказского индустриального института, переехал в Москву и поступил в Московский авиационный институт (МАИ).
С 1938 года работал в Центральном аэрогидродинамическом институте (ЦАГИ) инженером, затем — руководителем группы.
С 1939 года вместе с Н. И. Ефремовым руководил работами по разработке самолётного шасси на воздушной подушке с гибким ограждением, по итогам которых был построен и в марте 1941 успешно испытан самолёт УТ-2Н. Дальнейшим исследованиям помешала война.
В 1941 году был назначен главным конструктором по убирающимся шасси ОКБ Московского завода № 22 имени С. П. Горбунова. В конце 1941 года приступил к исследованиям по ракетной технике. Член ВКП(б)/КПСС с 1944 года.
В 1945 году А. Д. Надирадзе организовал и был назначен главным конструктором и начальником ОКБ при факультете реактивного вооружения Московского механического института Наркомата боеприпасов.
В 1948 году Постановлением Совета Министров СССР ОКБ Московского механического института было передано в состав КБ-2 Минсельхозмаша. А. Д. Надирадзе руководил подразделением, где велась разработка неуправляемых зенитных ракет и противотанковых реактивных снарядов.
В 1951 году КБ-2 вошло в состав ГСНИИ-642 МСХМ, где были объединены несколько конструкторских бюро по разработке крылатых и пороховых[неизвестный термин] ракет, радиоуправляемых и самонаводящихся авиабомб.
В конце 1957 года Московский ГСНИИ-642 был объединён с Реутовским ОКБ-52 В. Н. Челомея. По решению Правительства Министерство обороны СССР организовало конкурс на лучший проект мобильной межконтинентальной баллистической ракеты (МБР). Конкурс выиграл коллектив А. Д. Надирадзе.
В 1958 году Надирадзе перешёл в НИИ-1 Миноборонпрома (ныне — Московский институт теплотехники), где приступил к созданию подвижных грунтовых ракетных комплексов с баллистическими ракетами на твёрдом топливе.
Жил и работал в городе Москве.

Скончался от сердечного приступа 3 сентября 1987 года. Похоронен на Новодевичьем кладбище в Москве.

## Награды и звания
- Дважды Герой Социалистического Труда:
  - Указом Президиума Верховного Совета СССР («закрытым») от 9 сентября 1976 года Надирадзе Александру Давидовичу присвоено звание Героя Социалистического Труда с вручением ордена Ленина и золотой медали «Серп и Молот».
  - Указом Президиума Верховного Совета СССР («закрытым») в 1982 году Надирадзе Александр Давидович награждён орденом Ленина и второй золотой медалью «Серп и Молот».
- Награждён четырьмя орденами Ленина (1968, 1974, 1976, 1982), орденом Октябрьской Революции (1984), орденом Трудового Красного Знамени, медалями.
- Лауреат Ленинской премии (1966) и Государственной премии СССР (1987).
- Заслуженный изобретатель РСФСР[уточнить (обс.)] (1973).
- Почётный гражданин города Тбилиси (1984).

## Память
- Мемориальные доски в честь А. Д. Надирадзе установлены на главном корпусе Московского института теплотехники и учебном корпусе Московского авиационного института.
- Федерацией космонавтики РФ и Московским институтом теплотехники в 1993 году учреждена медаль имени академика А. Д. Надирадзе. В городе Гори, Грузия названа улица в его честь.

## Интересные факты
Однажды Надирадзе получил фотографию проходящей испытания новейшей американской ракеты «Минитмен», собрал в своём кабинете всех ведущих специалистов своего института, раздал им копии фотографии и произнёс:
— Тактико-технических характеристик ГРУ пока не имеет, но уверяет, что добудет их в ближайшее время. Время дорого, и ждать не будем. Доставайте тетради и записывайте.
Специалисты дружно достали секретные тетради и авторучки. Сделав паузу, Надирадзе внимательно посмотрел на фотографию «Минитмена», а затем перечислил все основные характеристики ракеты: длину, диаметр и вес корпуса, длину, диаметр и вес каждой ступени, взлётный вес ракеты, тягу двигателей каждой ступени, максимальную дальность полёта…
Закончив, произнёс:
— Расходитесь по рабочим местам и думайте, как нам дать достойный ответ!
Прошло несколько месяцев. ГРУ сдержало обещание и раздобыло сверхсекретные тактико-технические характеристики «Минитмена». Получив ТТХ, Надирадзе вновь собрал в своём кабинете ведущих специалистов и торжественно объявил:
— Достаньте тетради и сверьте записи!
Сверив записи, специалисты обомлели. Перечислив все основные характеристики ракеты «Минитмен» по одной лишь фотографии, Надирадзе не допустил ни единой ошибки. Полученные ГРУ данные полностью повторяли его слова!
Александр Надирадзе был гениальным конструктором… (Источник: Газета «Правда»)